# Musée Zadkine
Das Musée Zadkine ist ein Pariser Künstlermuseum, das dem russischstämmigen Bildhauer Ossip Zadkine (1890–1967) gewidmet ist, der sich 1910 in Paris niederließ und in diesem Haus von 1928 bis 1967 lebte und arbeitete. Es befindet sich im 6. Arrondissement und ist eines der wenigen Bildhauerateliers (neben dem von Antoine Bourdelle), die in Paris erhalten geblieben sind. Das Musée Zadkine ist eines der 14 Museen der Stadt Paris, die seit dem 1. Januar 2013 von der städtischen Einrichtung Paris Musées verwaltet werden.

## Entstehung

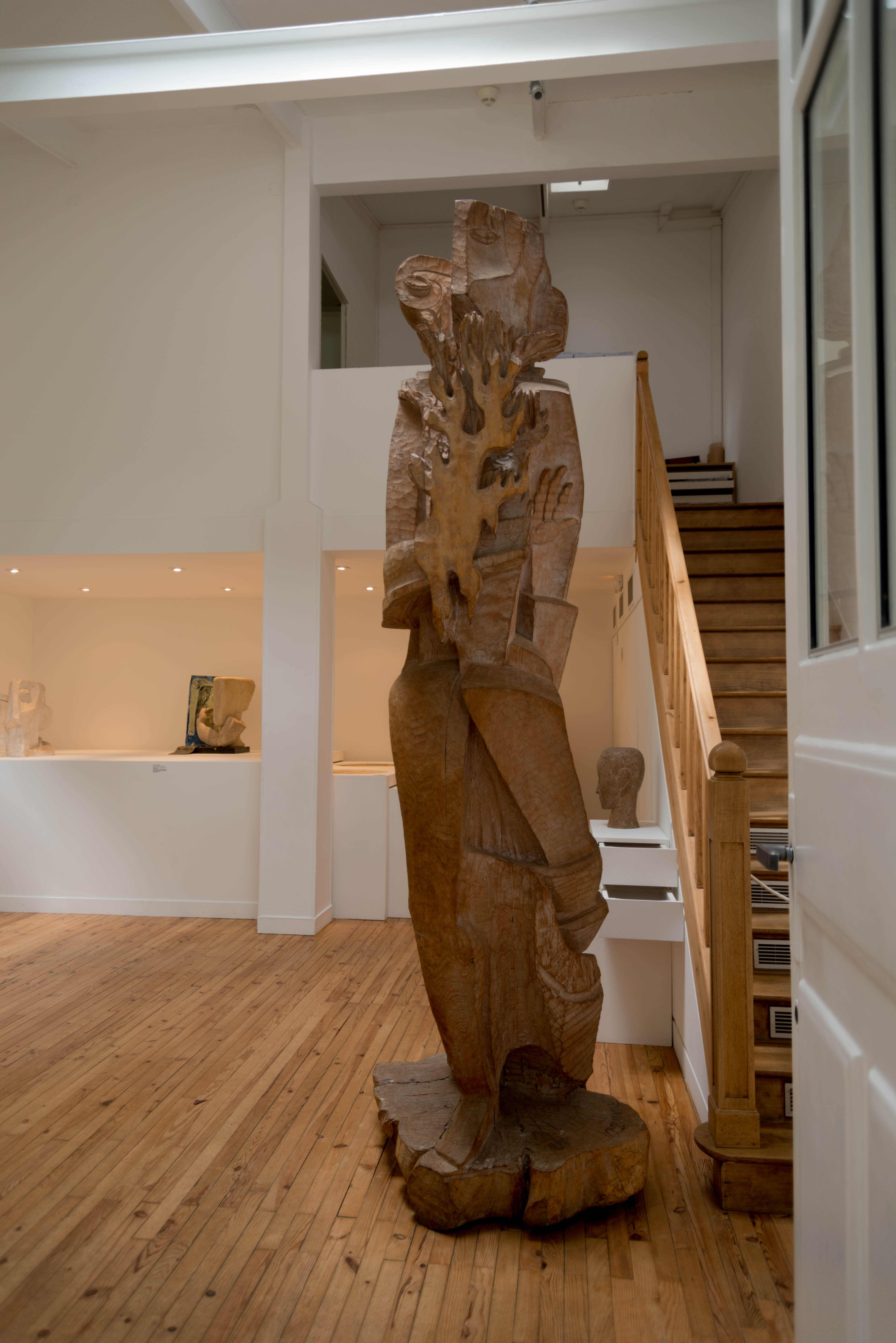

Mit Testament vom 20. Mai 1964 vermachte Ossip Zadkine seiner Frau Valentine Prax, die selbst Künstlerin war, seine Sammlung und sein Vermögen. Er starb 1967. 1978 schenkte Valentine Prax der Stadt Paris einige Werke und Immobilien für die Einrichtung eines Zadkine-Museums. In ihrem Testament vom 18. August 1979 setzte sie die Stadt Paris als Alleinerbin ein. Valentine Prax starb 1981. Das Musée Zadkine wurde am 19. April 1982 eröffnet.

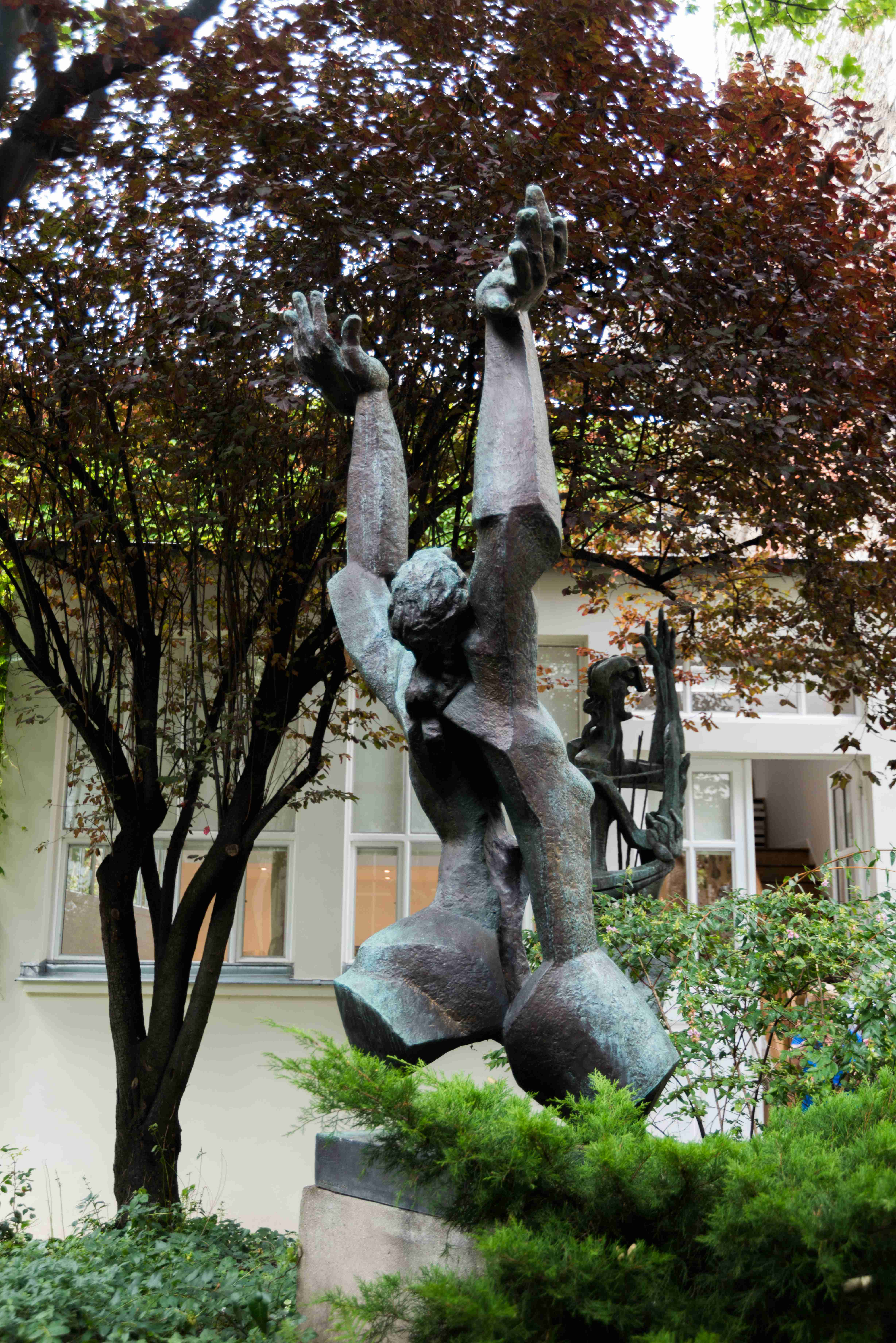

In einem kleinen Haus, dem ehemaligen Atelier des Künstlers, in der Nähe des Jardin du Luxembourg, zeigt das Museum Skulpturen und Papierarbeiten von Zadkine. Auch Werke von Valentine Prax sind zu sehen. Der Museumsgarten wurde von dem Landschaftsarchitekten Gilles Clément angelegt, um die von Wäldern und Bäumen inspirierten Werke des Bildhauers zu präsentieren.
Anlässlich seines dreißigjährigen Bestehens und nach einjähriger Renovierung wurde das Musée Zadkine am 10. Oktober 2012 mit einer neuen Präsentation seiner Sammlungen wiedereröffnet.

## Ausstellung
Die Werke von Ossip Zadkine sind auf sechs Säle verteilt. Im Garten stehen einige seiner Skulpturen. Seit 1995 finden jährlich drei bis vier Ausstellungen zeitgenössischer Kunst und andere kulturelle Veranstaltungen statt. Darüber hinaus gibt es eine Bibliothek mit einer Sammlung von Manuskripten, Büchern und Archivmaterial.
Eine Besonderheit des Skulpturenmuseums ist, dass sehbehinderte und blinde Menschen die Werke berühren können (ein Wunsch von Ossip Zadkine selbst). Die Werke sind mit Beschriftungen in Brailleschrift versehen. Es werden auch Führungen über das Leben und Werk von Ossip Zadkine für Menschen mit Sehbehinderungen organisiert.